# T'aehwa-san
T'aehwa-san (koreanska: 태화산, T’aehwa-san) är ett berg i Sydkorea.   Det ligger i provinsen Norra Chungcheong, i den centrala delen av landet, 140 km öster om huvudstaden Seoul. Toppen på T'aehwa-san är 1 027 meter över havet.
Terrängen runt T'aehwa-san är huvudsakligen kuperad. Runt T'aehwa-san är det ganska glesbefolkat, med 40 invånare per kvadratkilometer. Närmaste större samhälle är Neietsu, 7,6 km norr om T'aehwa-san. I omgivningarna runt T'aehwa-san växer i huvudsak blandskog.